# Eduardo Duhalde
Eduardo Alberto Duhalde Maldonado (Lomas de Zamora, 5 ottobre 1941) è un avvocato e politico argentino.
È stato presidente dell'Argentina dal 2002 al 2003 e vicepresidente durante il mandato di Carlos Menem dal 1989 al 1991.

## Biografia

### Gioventù

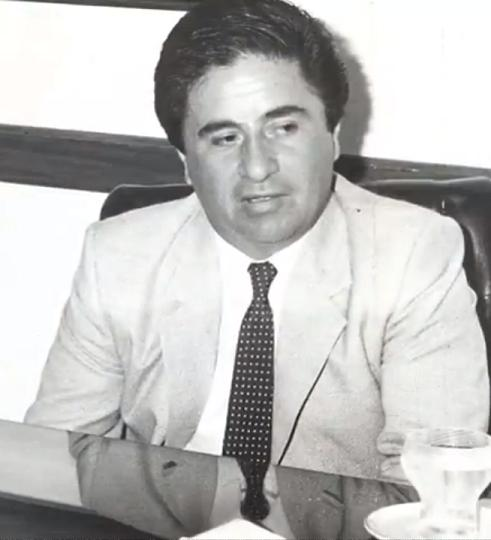
Duhalde nel 1974.

Nato a Lomas de Zamora, nell'hinterland della Grande Buenos Aires, si è laureato in giurisprudenza all'Università di Buenos Aires nel 1970. L'anno successivo è stato eletto alla legislatura cittadina della quale fu proclamato presidente. Entrato a far parte del Partito Giustizialista (PJ), divenne presto il leader della sua sezione locale. Dopoché la magistratura aveva messo sotto accusa il sindaco Ricardo Ortiz, così come il successore di quest'ultimo Pedro Turner, Duhalde fu nominato primo cittadino di Lomas de Zamora nel 1973. Durante il suo mandato molti membri della Gioventù Peronista furono uccisi a Lomas de Zamora durante il massacro di Pasco, di cui Duhalde attribuì la colpa all'Alleanza Anticomunista Argentina. Fu estromesso dall'incarico durante il colpo di Stato argentino del 1976. Negli anni della dittatura militare ha lavorato come agente immobiliare.
Con il ritorno della democrazia nel 1983 Duhalde si candidò a sindaco di Lomas de Zamora. Essendo centrista, il PJ lo aveva scelto come figura di compromesso tra le opposte fazioni interne. Le elezioni si sono concluse con un pareggio tecnico con il candidato dell'Unione Civica Radicale (UCR), Horacio Devoy; Duhalde ha vinto per soli 700 voti. C'è stato un pareggio anche nelle elezioni per la legislatura locale, poiché sia il PJ che l'UCR hanno ottenuto undici legislatori. Duhalde ha riferito che un colonnello ha cercato il suo sostegno per un possibile colpo di Stato contro il neoeletto presidente Raúl Alfonsín. Duhalde rifiutò e riferì l'accaduto direttamente allo stesso Alfonsín. È stato eletto deputato nazionale nel 1987 ed è diventato vicepresidente della Camera dei deputati argentina. Durante il suo mandato ha istituito una commissione per combattere la tossicodipendenza.

### L'ascesa politica
Nelle primarie del PJ per le elezioni presidenziali del 1989 tra Carlos Menem, governatore di La Rioja, e Antonio Cafiero, governatore della provincia di Buenos Aires, Duhalde era candidato in coppia con Menem per la carica di vicepresidente. Dopo il trionfo alle primarie, Menem si affermò anche nelle elezioni nazionali. A Duhalde non piaceva il lavoro legislativo e preferiva lavorare con l'amministrazione vera e propria di un distretto. Menem gli suggerì di candidarsi alla carica di governatore della popolosa provincia di Buenos Aires, che Duhalde accettò a condizione di un grande aiuto economico alla provincia. Questa proposta è stata sostenuta al Congresso dall'ex presidente Alfonsín, cosa che ha portato a una solida alleanza tra i due politici. Duhalde fu eletto governatore, ponendo così fine all'influenza politica di Cafiero.
Duhalde intendeva candidarsi alla presidenza nel 1995, dopo il mandato di Menem. Tuttavia nel 1994 Menem aveva promosso l'emendamento del 1994 della Costituzione argentina che, tra le altre cose, gli ha permesso di candidarsi per un secondo mandato presidenziale. Incapace di sconfiggere Menem alle primarie, Duhalde ha promosso un emendamento della costituzione provinciale, per consentire anche la sua rielezione. Il PJ non è riuscito a garantire la maggioranza della camera costituente, e i tre principali partiti oppositori (UCR, Fronte Ampio e MODIN) si coalizzarono in una "triplice alleanza" per impedire la sanzione della rielezione. Alla fine, il MODIN cambiò schieramento e sostenne la rielezione di Duhalde, a condizione che un referendum provinciale lo approvasse. Il referendum sancì la rielezione di Duhalde, che successivamente vinse anche le elezioni provinciali. Menem è stato anche rieletto alle elezioni presidenziali del 1995. Duhalde continuò a contrapporsi a Menem, affermando che avrebbe dovuto abbandonare le politiche neoliberiste e dirigere un governo più vicino alle dottrine peroniste.
Poiché la nuova costituzione consentiva la rielezione una sola volta, il PJ ha avviato una discussione interna sulla leadership del partito dopo la fine del secondo mandato di Menem. Duhalde annunciò la sua intenzione di candidarsi alla presidenza nel 1999 poco dopo le elezioni del 1995, dando così il via ad un'aspra contesa con Menem. Dal canto suo il presidente ha promosso una campagna pubblicitaria "Menem '99", nonostante la costituzione impedisse una sua terza candidatura. Ha anche incoraggiato il governatore di Tucumán, Palito Ortega, a candidarsi alla presidenza. L'immagine politica di Duhalde è stata offuscata da una serie di scandali verificatisi e da questioni rivelate da giornalisti investigativi. Alcuni degli scandali erano legati al governo nazionale, come lo scandalo sulla vendita di armi argentine all'Ecuador e alla Croazia, e hanno danneggiato la reputazione dell'intero PJ. Altri scandali hanno coinvolto più direttamente Duhalde, come i casi di corruzione nella polizia provinciale di Buenos Aires e l'assassinio del fotoreporter José Luis Cabezas. Nel 1997 il PJ ha perso le elezioni di medio termine e Menem ha rilanciato la campagna "Menem '99". Alla fine, la Corte Suprema ha stabilito che il suo tentativo di candidarsi per un altro mandato presidenziale era incostituzionale. Nel 1999 Duhalde si candidò alle presidenziali con Ortega come vicepresidente. Le votazioni però consegnarono la vittoria al radicale Fernando de la Rúa.
De la Rúa avrebbe dovuto affrontare una durissima crisi economica e le rivolte del 2001 che lo avrebbero portato a rassegnare le dimissioni due anni dopo. De la Rúa pensava che Duhalde avesse organizzato contro di lui un colpo di Stato. Rodolfo Terragno, Capo di Gabinetto di De la Rúa, pensava invece che la crisi fosse il risultato esclusivo del mantenimento della parità peso-dollaro nonostante i costi generato da esso. Duhalde e altri peronisti intervistati da Ceferino Reato per il libro Doce noches hanno affermato che il peronismo non aveva alcun interesse a rimuovere De la Rúa dal potere, perché era così impopolare che il PJ avrebbe vinto le elezioni presidenziali del 2003 senza problemi.

### La presidenza

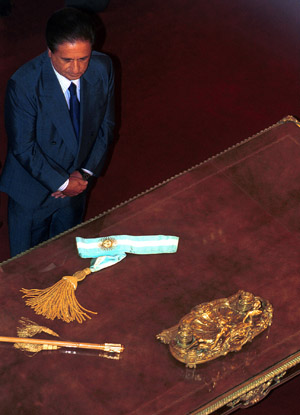
Duhalde pochi istanti prima di essere proclamato presidente.

De la Rúa guidò il paese durante una crisi economica e si è dimesso durante le rivolte del dicembre 2001. Poiché il suo vicepresidente si era già dimesso mesi prima, il Congresso fu convocato per nominare un nuovo presidente. Undici province a bassa popolazione e governatori peronisti avevano formato un blocco, il "Fronte Federale", e avevano ricevuto i voti necessari per nominare il governatore della provincia di San Luis, Adolfo Rodríguez Saá. Le prime misure amministrative di Rodríguez Saá provocarono nuove proteste. Il nuovo capo di Stato argentino convocò così a Chapadmalal un incontro con i governatori. Alla riunione tuttavia presero parte solo sei governatori su ventitré. Di conseguenza Rodríguez Saá si dimise pochi giorni dopo, accusando Duhalde di aver complottato contro di lui, insieme al governatore di Córdoba, José Manuel de la Sota.
Il Congresso è stato nuovamente convocato per nominare un nuovo presidente. Il "Fronte federale" è stato indebolito dal fallimento di Rodríguez Saá e le province con una popolazione più elevata hanno aumentato la loro influenza. I probabili candidati erano Duhalde, De la Sota e Carlos Ruckauf, all'epoca governatore della provincia di Buenos Aires. Menem, che aveva ancora legislatori a lui fedeli, voleva impedire che Duhalde diventasse presidente e propose invece di nominare il governatore di Misiones Ramón Puerta. Puerta era stato il presidente ad interim mentre il Congresso deliberava la prima volta, ma rifiutò di essere nominato presidente o addirittura di servire come presidente ad interim una seconda volta. Di conseguenza Eduardo Camaño divenne di conseguenza il presidente ad interim. Puerta ha parlato con Duhalde e ha affermato che senza De la Rúa e Álvarez era il politico con la più alta legittimità per essere nominato presidente, poiché si era classificato secondo alle elezioni del 1999 e aveva vinto le elezioni legislative del 2001 nella provincia di Buenos Aires, la più grande e popolosa delle province argentine. Alfonsín fornì a Duhalde un sostegno decisivo, dando indicazione ai legislatori radicali di votare per lui e in cambio di due ministri, i radicali Horacio Jaunarena e Jorge Vanossi. Alla fine anche i legislatori menemisti votarono per Duhalde. Il 1º gennaio 2002, con 262 voti favorevoli, 21 contrari e 18 astenuti Duhalde è stato proclamato presidente. Il giorno seguente fu insignito della fascia e del bastone presidenziale. Il sostegno dei radicali ha permesso a Duhalde di governare per il resto del mandato di De la Rúa, invece di governare per 90 giorni e indire nuove elezioni, come nel caso di Rodríguez Saá.

### Politiche economiche

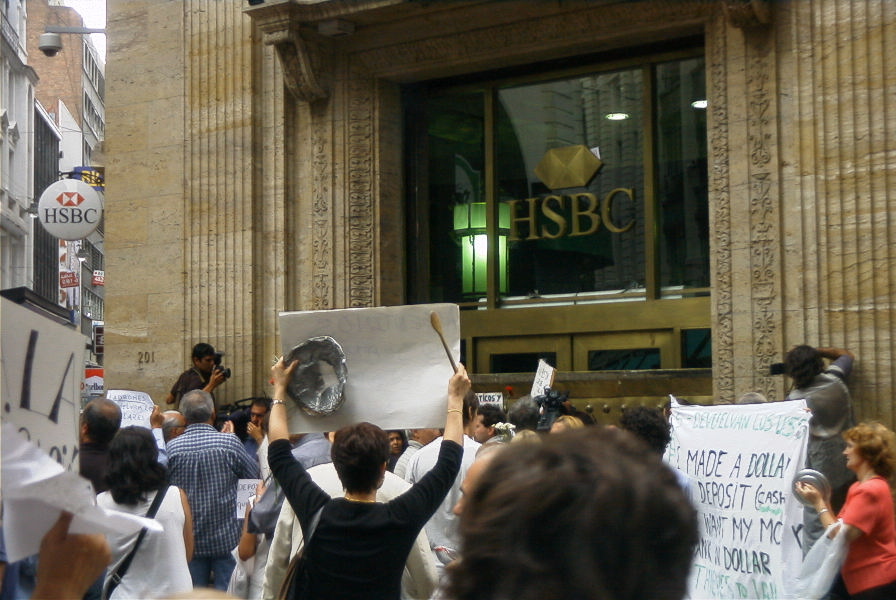
Proteste contro il corralito a Buenos Aires.

Duhalde, Alfonsín, i loro partiti, i sindacati e la Chiesa hanno tutti concordato di promuovere politiche per aumentare la crescita industriale del Paese. A questo scopo Duhalde creò il ministero della produzione, con funzioni che un tempo spettavano ai ministeri dell'economia e delle relazioni estere. Il nuovo ministro era José Ignacio de Mendiguren, capo dell'Unione industriale argentina. Alfonsín ha negoziato con lui, a nome di Duhalde, mentre il Congresso stava ancora votando per il nuovo presidente. Duhalde ha annunciato al suo insediamento che avrebbe abrogato il piano di convertibilità, considerato la principale causa della crisi economica. Sebbene Menem avesse proposto una piena dollarizzazione dell'economia argentina, Duhalde preferì invece attenersi al peso e ordinare una svalutazione. Anche se inizialmente ci si aspettava una svalutazione del 40%, il tasso di cambio da 1 peso a 1 dollaro è balzato a 3 pesos a 1 dollaro, una svalutazione del 200%. L'aumento del prezzo in dollari ha consentito esportazioni più redditizie, una maggiore attività economica e una crescita dei tassi di occupazione, ma a costo di un costo della vita più elevato.
Le operazioni finanziarie effettuate in dollari erano soggette a una forte sostituzione valutaria del pesos, la "pesificazione". C'erano controversie sul tasso di cambio di tale sostituzione, poiché l'attuale prezzo del dollaro nel mercato aperto avrebbe costretto la maggior parte delle imprese e dei singoli debitori al fallimento. La politica iniziale era di sostituire 1 a 1 le operazioni al di sotto dei 100.000 dollari. Un altro conflitto è stato il corralito, imposto da De la Rúa, che ha tentato di fermare la corsa agli sportelli vietando il prelievo di denaro dai conti bancari. Duhalde ha promesso nel suo discorso di giuramento che "Coloro che hanno depositato dollari [avrebbero] ricevuto dollari". Il ministro dell'economia Jorge Remes Lenicov ha sottolineato che ciò sarebbe impossibile, poiché la quantità di dollari richiesta era superiore persino alle riserve di valuta estera della Banca centrale argentina. Duhalde riconobbe due settimane dopo di essersi sbagliato. I conti bancari in dollari sarebbero stati "pesificati" a un cambio di 1,4, e lo stato avrebbe finanziato le banche per i diversi cambi con altre operazioni. Le tasse dei servizi pubblici furono "pesificate" e fissate ai loro valori correnti. La maggior parte delle industrie ha beneficiato della "pesificazione" e della svalutazione, poiché ora potevano esportare a prezzi più alti e l'economia ha iniziato a migliorare. Anche l'impennata del prezzo internazionale della soia nel luglio 2002 si è rivelata molto vantaggiosa. La svalutazione ha anche aumentato il prezzo dei prodotti importati, il che ha consentito l'industrializzazione della sostituzione delle importazioni. Quando i prezzi locali sono diventati convenienti in dollari, il turismo internazionale nel paese è aumentato. Lo Stato nazionale ha assorbito i debiti delle province e le obbligazioni utilizzate come moneta alternativa, a condizione che queste trasferissero il potere di emettere obbligazioni.
Remes Lenicov si è dimesso ad aprile, insieme ai ministri De Mendiguren e Capitanich. Governatori, legislatori e leader sindacali peronisti si sono incontrati alla Quinta de Olivos, tra le voci secondo cui Duhalde avrebbe nominato ministro dell'economia il populista Daniel Carbonetto. Hanno dato il loro pieno sostegno al presidente e alle politiche economiche finora strumentali. Di conseguenza, Duhalde ha nominato il conservatore Roberto Lavagna. Lavagna era l'ambasciatore argentino presso l'Unione Europea e ha cambiato carica con Remes Lenicov. Fu suggerito dal governatore Carlos Ruckauf e sostenuto da Alfonsín.[35] Ha stabilizzato i prezzi e il tasso di cambio con politiche fiscali e monetarie restrittive e ha impedito che la crisi si trasformasse in iperinflazione. La ripresa ha beneficiato anche della capacità inutilizzata dell'economia.

### Politiche interne
A livello politico, la presidenza di Duhalde è stata fortemente influenzata dalla sua faida con Menem. Menem voleva candidarsi per un nuovo mandato come presidente nelle elezioni del 2003 e Duhalde voleva impedirlo. A tal fine, ha cercato altri candidati che potrebbero averlo sconfitto. Alcuni di questi potenziali candidati erano Carlos Reutemann, José Manuel de la Sota, Mauricio Macri, Adolfo Rodríguez Saá, Felipe Solá e Roberto Lavagna, ma nessuna di queste trattative ha dato i suoi frutti. La morte dei militanti piqueteros Maximiliano Kosteki e Darío Santillán, assassinati dalla polizia durante una marcia ad Avellaneda, costrinse Duhalde ad anticipare di sei mesi le elezioni. Di conseguenza, nonostante le sue riserve, scelse Néstor Kirchner, governatore della provincia di Santa Cruz. Kirchner era quinto nei sondaggi presidenziali ed era per lo più sconosciuto all'opinione pubblica argentina. Duhalde aveva ipotizzato che, sebbene Menem godesse di un'ampia base elettorale, fosse anche molto impopolare. Pertanto, Menem avrebbe potuto vincere le elezioni, ma se i risultati avessero richiesto un ballottaggio, la maggior parte della popolazione avrebbe preferito qualsiasi altro candidato che aveva la possibilità di sconfiggerlo.
Per danneggiare ulteriormente le possibilità di Menem, le elezioni del 2003 si sono svolte con una variante della Ley de Lemas per una sola volta. In questo modo, i peronisti Menem, Kirchner e Rodríguez Saá non si sono candidati alle elezioni primarie, ma si sono affrontati direttamente nelle elezioni pubbliche. Nessuno dei tre candidati si è candidato per il Partito Giustizialista, ma per partiti oppositamente creati per l'occasione: Menem per il "Fronte della Lealtà", Kirchner per il "Fronte per la Vittoria" e Rodríguez Saá (che si candidò comunque alla presidenza, ma come oppositore di Duhalde) per il "Fronte del movimento nazionale e popolare". Inoltre fu annunciato che Lavagna sarebbe rimasto ministro dell'Economia durante un'eventuale presidenza di Kirchner, per capitalizzare il sostegno alle politiche economiche in corso. Nelle votazioni Menem s'impose su Kirchner, beneficiando della mancanza di candidati popolari, ma ha poi rinunciato a candidarsi al ballottaggio, temendo di perdere a fronte di un'avanzata del suo rivale nei sondaggi.

### Politica estera
Duhalde è stato nominato presidente all'indomani degli attentati dell'11 settembre, quando la politica estera degli Stati Uniti era strettamente focalizzata sulla guerra al terrorismo. Inizialmente la società argentina era divisa su come gestire i rapporti bilaterali con gli USA. Un gruppo voleva mantenere gli stretti rapporti del decennio precedente, poiché l'Argentina avrebbe potuto aver bisogno di aiuti stranieri per affrontare la crisi. L'altro gruppo ha preferito mantenere relazioni più distanti. Duhalde ha cercato di trovare un equilibrio tra le due opzioni, e alla fine si è orientato verso la seconda quando gli Stati Uniti si sono rifiutati di aiutare l'Argentina.
L'Argentina ha votato alle Nazioni Unite condannando le violazioni dei diritti umani a Cuba, ma ha rifiutato di inviare forze militari in Afghanistan e Iraq. Tuttavia, Duhalde ha proposto di inviare truppe di mantenimento della pace e ha fortemente criticato il regime di Saddam Hussein e il terrorismo internazionale. Duhalde ha aumentato le sue critiche agli Stati Uniti durante gli ultimi anni del suo governo e ha cambiato il voto nei confronti di Cuba in un'astensione. Questi cambiamenti sono stati motivati dalle imminenti elezioni del 2003. Menem, che si candidava per un terzo mandato presidenziale, appoggiò il voto di condanna di Cuba e gli aiuti militari agli Stati Uniti.
La svalutazione ha causato un conflitto diplomatico con la Spagna, poiché Duhalde non ha permesso ai fornitori di servizi spagnoli di aumentare le tasse. Fino ad allora infatti le aziende spagnole avevano ricevuto il loro reddito in base al tasso di cambio del dollaro e intendevano aumentare le tasse per compensare le loro perdite. Il governo argentino riteneva che gli effetti della crisi fossero già abbastanza gravi per la popolazione e che ulteriori aumenti dei prezzi avrebbero solo peggiorato la situazione. José María Aznar, primo ministro spagnolo, ha parlato con Duhalde a nome delle imprese spagnole. Le tasse non sono state aumentate, ma Aznar è rimasto in buoni rapporti con Duhalde, e ha ratificato i buoni rapporti con il Paese indipendentemente dal vincitore delle elezioni del 2003.

### Gli ultimi anni
A Duhalde successe Néstor Kirchner il 25 maggio 2003. Il nuovo presidente prese ben presto le distanze da Duhalde e rimosse dal governo tutte le persone a lui vicine per ridurre la sua influenza politica. Kirchner ha anche cercato sostenitori da tutti gli spettri sociali e politici per contrastare l'influenza di Duhalde all'interno del partito. Tuttavia, entrambi ritardarono una disputa aperta e rimasero insieme durante le elezioni legislative del 2003, tenutesi in ottobre. La disputa è continuata nelle elezioni di medio termine del 2005. Senza consenso nel PJ per un solo candidato a senatore della provincia di Buenos Aires, entrambi i leader hanno fatto candidare alla carica le rispettive mogli: Hilda González de Duhalde per il PJ e Cristina Fernández de Kirchner per il Fronte per la vittoria. Cristina Kirchner vinse il seggio.
Il 23 dicembre 2009, Duhalde ha annunciato la sua intenzione di candidarsi per le elezioni presidenziali del 2011. Nel frattempo a Kirchner era succeduta alla presidenza Cristina Fernández. Tuttavia Kirchner era rimasto una figura molto influente, e non era ancora chiaro quale dei due coniugi Kirchner si sarebbe candidato nel 2011. Molti sindaci della provincia di Buenos Aires non erano sicuri se sostenere Duhalde o i Kirchner. Duhalde organizzò così la fazione del peronismo federale, formata dai membri del PJ che si opponevano ai Kirchner. Kirchner morì improvvisamente nell'ottobre 2010; i successivi funerali di Stato interruppero la campagna per alcuni mesi.
Il peronismo federale ha organizzato le primarie per le elezioni presidenziali del 2011 tra Duhalde e il governatore Alberto Rodríguez Saá, che si sarebbero tenute prima delle elezioni primarie obbligatorie (PASO). I governatori Felipe Solá e Mario Das Neves hanno ritirato le loro candidature. Duhalde ha ritirato la sua candidatura verso la fine delle elezioni primarie. Rimasto solo, Rodríguez Saá si è candidato per il peronismo federale, alleandosi con altri partiti provinciali nella coalizione elettorale Impegno federale. Infine anche Duhalde si candidò alla presidenza dell'Unión Popular. ottenendo solamente il 6% dei voti. Hilda Duhalde non è stata rieletta senatrice. Nel 2017 ha annunciato che intendeva candidarsi alla presidenza del PJ.

## Vita privata
Duhalde ha lavorato come bagnino in piscina prima di intraprendere la sua carriera politica. Ha incontrato Hilda González in piscina nel 1970 e si sono sposati l'anno successivo. Hanno cinque figli e sette nipoti. Vivono in una casa di campagna a San Vicente, nella provincia di Buenos Aires, chiamata "Don Tomás" dal padre di Duhalde. La casa era stata donata per la creazione di un centro di affidamento che non fu mai realizzato, e fu bonificata da Duhalde. Il sito ricostruito comprende un grande boschetto, una piscina, un campo da tennis e un lago artificiale.
Duhalde si è in gran parte ritirato dalla politica dopo la sua sconfitta alle elezioni del 2011. Ha cercato di fare ammenda con Menem per la loro passata rivalità politica e lo ha incontrato durante l'inaugurazione papale di Papa Francesco nel 2013. Si sono poi rivisti in un incontro privato a casa di Menem. Quest'ultimo ha riferito che erano in rapporti pacifici. Si erano già incontrati in circostanze simili nel 2005, durante i funerali di Papa Giovanni Paolo II.
Fu eletto deputato nazionale nel 1987 e con le presidenziali del 1989 fu eletto Vicepresidente dell'Argentina fino al 1991 quando si dimise per accettare la carica di Governatore della Provincia di Buenos Aires che resse fino al 1999. Si candidò alle presidenziali di quell'anno per il Partito Giustizialista, ma ottenne il 38,27 % dei suffragi, sconfitto dal radicale Fernando de la Rúa.
Era senatore per la Provincia di Buenos Aires, quando l'Assemblea Legislativa il 1 gennaio 2002 nella prima votazione con 262 voti favorevoli, 21 contrari e 18 astenuti lo elesse Presidente dell'Argentina ad interim e lo restò fino al 25 maggio 2003.
Fu ancora candidato alle elezioni presidenziali nel 2011, ma ha ottenuto il 5,86% dei voti.